# Architecture 101
Architecture 101 (건축학개론 ()) es una película romántica surcoreana del año 2012, escrita y dirigida por Lee Yong-ju. Cuenta la historia de dos alumnos que se conocen en una clase de arquitectura introductoria y se enamoran. Quince años más tarde, la chica sigue las pistas para encontrar a su primer amor y que él le ayude a construir la casa de sus sueños.

## Argumento
El arquitecto Lee Seung min (Uhm Tae-Woong) es visitado por Yang Seo-yeon (Han Ga In), a quien conoció hace 17 años en su época universitaria, para que diseñe una casa nueva en el terreno de su antigua casa familiar de 30 años en la isla Jeju. Seung min acepta de mala gana, pero no logra crear un diseño que complazca a Seo yeon. Al final, ambos se deciden por renovar y expandir la casa, y se reúnen en Jeju pasando mucho tiempo juntos, lo que hace crecer la molestia de su prometida, Eun-chae (Go Joon-hee), con quien pronto Seung min se casará y se mudará a Estados Unidos. Ya que Seo-yeon cuida de su padre moribundo (Lee Seung-ho), Seung-min conoce más sobre cómo fue la vida de Seo-yeon en el transcurso de los años y recuerda cómo se conocieron en la universidad en la década de 1990.
Seung-min y Seo-yeon (Lee Je-hoon y Bae Suzy) vivieron en el mismo barrio (Jeongneung-dong, Seúl) y asistieron a la misma clase de arquitectura. Él recuerda que a ella le gustaba JaeWook (Yoo Yeon-seok) un estudiante de familia adinerada, así como su incapacidad para declarar su amor a Seo-yeon y la época en que su mejor amigo Nab-ddeuk (Jo Jung-suk) lo entrenaba para conquistar chicas. Esperando poder confesarse en el momento correcto, Seung min le pide a Seo yeon encontrarse en la casa abandonada que frecuentan el día de la primera nevada. Pero una noche ve a JaeWook y a SeoYeon, ebria, entrando a la casa de ella; temiendo lo peor él termina su amistad con SeoYeon debido al dolor de creer que había elegido a JaeWook. 
El día de la primera nevada SeoYeon se queda esperando sola en la casa abandonada. Con el corazón roto se va, dejando su reproductor de CD con un CD de su artista favorito.
Finalmente Seo-yeon recibe aquel dispositivo con el CD de manos de Seung-min, lo que significa que de hecho él sí recordó su promesa y fue a la casa aquel día. Pero a pesar de la amarga dulzura de su primer amor Seung-min escoge a su prometida Eun-chae y viaja con ella a América, mientras Seo-yeon se sienta en la casa construida por él, escuchando su CD.

## Reparto
- Uhm Tae-woong como Lee Seung-min.
- Lee Je-hoon como Lee Seung-min joven.[7]
- Han Ga-En como Yang Seo-yeon.[8][9][10]
- Suzy como Yang Seo-yeon joven.[11][12][13][14][15]
- Yoo Yeon-seok como Jae-wook, el rival de Seung-min.
- Jo Jung-suk como Nab-ddeuk el mejor amigo de Seung-min.
- Go Joon-hee como Eun-chae.
- Kim Dong-joo como la madre de Seung-min.
- Lee Seung-ho como el padre de Seo-yeon.
- Kim Eui-song como el Profesor Kang.
- Park Soo-young como el arquitecto Koo.[16]
- Park Jin-woo como el taxista.

## Lanzamiento
Architecture 101 fue estrenada en cines coreanos el 22 de marzo de 2012. Fue posteriormente lanzada en Hong Kong el 22 de octubre de 2012.

## Premios y nominaciones
| Año  | Premio                                                   | Categoría                        | Nominado         | Resultado | Ref.   |
| ---- | -------------------------------------------------------- | -------------------------------- | ---------------- | --------- | ------ |
| 2012 | 48th Baeksang Arts Awards                                | Mejor actor nuevo (en película)  | Lee Je-hoon      | nominado  |        |
| 2012 | 48th Baeksang Arts Awards                                | Mejor actriz nueva (en película) | Suzy             | Ganadora  | [ 18 ] |
| 2012 | 48th Baeksang Arts Awards                                | Actor más popular (en película)  | Lee Je-hoon      | nominado  |        |
| 2012 | 48th Baeksang Arts Awards                                | Actriz más Popular (película)    | Suzy             | nominado  |        |
| 2012 | 6th Mnet 20's Choice Awards                              | Estrella masculina de película   | Lee Je-hoon      | Ganador   |        |
| 2012 | 6th Mnet 20's Choice Awards                              | Estrella femenina de película    | Suzy             | Ganadora  |        |
| 2012 | 6th Mnet 20's Choice Awards                              | Actor resonante                  | Jo Jung-suk      | Ganadora  |        |
| 2012 | 5th Style Icon Awards                                    | Fantasía del primer amor         | Suzy             | Ganadora  |        |
| 2012 | 16th Puchon International Fantastic Film Festival        | Premio Fantasía                  | Lee Je-hoon      | Ganador   |        |
| 2012 | 21st Buil Film Awards                                    | Mejor película                   | Architecture 101 | nominada  |        |
| 2012 | 21st Buil Film Awards                                    | Mejor actor de reparto           | Jo Jung-suk      | nominado  |        |
| 2012 | 21st Buil Film Awards                                    | Mejor nuevo director             | Lee Yong-ju      | nominado  |        |
| 2012 | 21st Buil Film Awards                                    | Mejor Actor Nuevo                | Jo Jung-suk      | nominado  |        |
| 2012 | 21st Buil Film Awards                                    | Mejor Actriz Nueva               | Suzy             | nominada  |        |
| 2012 | 21st Buil Film Awards                                    | Mejor libreto                    | Lee Yong-ju      | Ganador   |        |
| 2012 | 21st Buil Film Awards                                    | Mejor Cinematografía             | Jo sang-yoon     | nominado  |        |
| 2012 | 21st Buil Film Awards                                    | Mejor Música                     | Lee Ji-soo       | nominado  |        |
| 2012 | 49th Grand Bell Awards                                   | Mejor director                   | Lee Yong-ju      | nominado  |        |
| 2012 | 49th Grand Bell Awards                                   | Mejor actor de reparto           | Jo Jung-suk      | nominado  |        |
| 2012 | 49th Grand Bell Awards                                   | Mejor actor nueva                | Jo Jung-suk      | nominado  |        |
| 2012 | 49th Grand Bell Awards                                   | Mejor actriz nueva               | Suzy             | nominada  |        |
| 2012 | 49th Grand Bell Awards                                   | Premio de popularidad            | Suzy             | nominada  |        |
| 2012 | 32nd Korean Association of Film Critics Awards           | Mejor Música                     | Lee Ji-soo       | Ganador   | [ 19 ] |
| 2012 | 33rd Blue Dragon Film Awards                             | Mejor actor nueva                | Jo Jung-suk      | Ganador   | [ 20 ] |
| 2012 | 33rd Blue Dragon Film Awards                             | Mejor actriz nueva               | Suzy             | nominada  | [ 21 ] |
| 2012 | 33rd Blue Dragon Film Awards                             | Mejor guion                      | Lee Yong-ju      | nominada  | [ 21 ] |
| 2012 | 33rd Blue Dragon Film Awards                             | Mejor Cinematografía             | Jo Sang-yoon     | nominado  | [ 21 ] |
| 2012 | 33rd Blue Dragon Film Awards                             | Mejor Dirección de Arte          | Woo Seung-mi     | nominado  | [ 21 ] |
| 2012 | 33rd Blue Dragon Film Awards                             | Mejor iluminación                | Park Se-mun      | nominado  | [ 21 ] |
| 2012 | 33rd Blue Dragon Film Awards                             | Mejor Música                     | Lee Ji-soo       | nominado  | [ 21 ] |
| 2012 | 33rd Blue Dragon Film Awards                             | Premio de popularidad            | Suzy             | Ganadora  |        |
| 2012 | 20th Korean Culture and Entertainment Awards             | Mejor actor nueva                | Jo Jung-suk      | Ganador   | [ 22 ] |
| 2013 | 4th KOFRA Film Awards (Korea Film Reporters Association) | Mejor nuevo Actor                | Jo Jung-suk      | Ganador   | [ 23 ] |